# 阿蘇惟忠
阿蘇 惟忠（あそ これただ）は、室町時代中期から後期にかけての武将。阿蘇神社大宮司。北朝方の武将・阿蘇惟村の孫。

## 生涯
応永22年（1415年）、阿蘇惟郷の子として誕生。
正長2年（1429年）、肥後国守護・菊池持朝が烏帽子親となり元服する。永享3年（1431年）、父・惟郷から家督を継ぐ。益城郡を支配するが、阿蘇郡を支配した南朝方の阿蘇惟武の孫・惟兼と対立。宝徳3年（1451年）、惟兼の子・惟歳を養子とする事で両家の和平が成立し、阿蘇・益城両郡の政治的、宗教的支配者の地位を得る。同年、家督を譲った。
寛正2年（1461年）、肥後守護・菊池為邦から、八代郡内海東を宛がわれる。
晩年は惟歳と対立し、文明16年（1484年）、馬門原の戦いで惟歳と交戦し打ち破った。翌文明17年（1485年）、死去。

## 墓地
最近まで、阿蘇惟忠を特定する墓は見つからなかったが、平成24年（2012年）夏に学芸員が阿蘇惟忠の銘がある墓石を、阿蘇家の墓地と伝承されている場所で発見した。
それまでは、大きな板碑が多数あるが、どの人物が祀られているかを特定する物は何も見つかっていなかった。